# Mont Goryū
Le mont Goryū (五竜岳 ou 五龍岳, Goryū-dake) est une montagne qui s'étend sur les préfectures de Nagano et Toyama, au Japon. Il appartient au parc national de Chūbu-Sangaku, dans les monts Hida, et est classé parmi les 100 montagnes célèbres du Japon.

## Géographie

### Situation
Le mont Goryū est une montagne du Japon située sur l'île de Honshū, à cheval sur la frontière séparant les deux préfectures de Nagano et Toyama, et les deux municipalités d'Ōmachi (préfecture de Nagano) et Kurobe (préfecture de Toyama). Environ 207 km au nord-ouest de l'agglomération de Tokyo, ce sommet des monts Hida appartient au parc national de Chūbu-Sangaku, une zone naturelle protégée par le gouvernement japonais,.

### Hydrographie
Sur le versant sud-est du mont Goryū, le torrent Shiratake alimente le torrent Ōgawa, un affluent de la rivière Kashima qui s'écoule, du nord au sud, dans le Nord-Ouest d'Ōmachi et rejoint la rivière Takase, un cours d'eau du bassin versant du fleuve Shinano,. Sur la face ouest de la montagne, serpentent des ruisselets appartenant au bassin de draînage du fleuve Kurobe,.